# Diócesis de Gumaca
La diócesis de Gumaca (en latín: Dioecesis Gumacana, en inglés: Roman Catholic Diocese of Gumaca y en tagalo: Diyosesis ng Gumaca) es una circunscripción eclesiástica de la Iglesia católica en Filipinas. Se trata de una diócesis latina, sufragánea de la arquidiócesis de Lipá. Desde el 30 de septiembre de 2024 su obispo es Euginius Longakit Cañete, M. J.

## Territorio y organización
La diócesis tiene 3666 km² y extiende su jurisdicción sobre los fieles católicos de rito latino residentes en la parte sudoriental de la provincia de Quezon de la región de Calabarzon en la isla Luzón.
La sede de la diócesis se encuentra en la ciudad de Gumaca, en donde se halla la Catedral de San Diego de Alcalá.
En 2021 en la diócesis existían 29 parroquias.

## Historia
La diócesis fue erigida el 9 de abril de 1984 con la bula Iure meritoque del papa Juan Pablo II, obteniendo el territorio de la diócesis de Lucena.

## Estadísticas
Según el Anuario Pontificio 2022 la diócesis tenía a fines de 2021 un total de 895 457 fieles bautizados.
| Año                                                                             | Población            | Población | Población      | Sacerdotes | Sacerdotes    | Sacerdotes    | Bautizados por sacerdote | Diáconos permanentes | Religiosos | Religiosos | Parroquias |
| Año                                                                             | Bautizados católicos | Total     | % de católicos | Total      | Clero secular | Clero regular | Bautizados por sacerdote | Diáconos permanentes | Varones    | Mujeres    | Parroquias |
| ------------------------------------------------------------------------------- | -------------------- | --------- | -------------- | ---------- | ------------- | ------------- | ------------------------ | -------------------- | ---------- | ---------- | ---------- |
| 1990                                                                            | 549 000              | 584 000   | 94.0           | 26         | 26            |               | 21 115                   |                      |            | 20         | 21         |
| 1999                                                                            | 675 277              | 722 421   | 93.5           | 47         | 47            |               | 14 367                   |                      |            | 49         | 23         |
| 2000                                                                            | 685 822              | 735 289   | 93.3           | 50         | 50            |               | 13 716                   |                      |            | 46         | 23         |
| 2001                                                                            | 694 850              | 746 055   | 93.1           | 53         | 53            |               | 13 110                   |                      |            | 60         | 23         |
| 2002                                                                            | 705 958              | 758 274   | 93.1           | 55         | 55            |               | 12 835                   |                      |            | 67         | 23         |
| 2003                                                                            | 717 833              | 795 156   | 90.3           | 50         | 50            |               | 14 356                   |                      |            | 63         | 23         |
| 2004                                                                            | 726 827              | 829 157   | 87.7           | 50         | 50            |               | 14 536                   |                      |            | 78         | 23         |
| 2006                                                                            | 751 000              | 882 818   | 85.1           | 55         | 55            |               | 13 654                   |                      |            | 77         | 23         |
| 2013                                                                            | 895 000              | 1 008 000 | 88.8           | 58         | 58            |               | 15 431                   |                      |            | 65         | 29         |
| 2016                                                                            | 855 697              | 981 699   | 87.2           | 68         | 68            |               | 12 583                   |                      |            | 68         | 29         |
| 2019                                                                            | 884 174              | 1 023 260 | 86.4           | 66         | 66            |               | 13 396                   |                      |            | 70         | 29         |
| 2021                                                                            | 895 457              | 1 041 646 | 86.0           | 67         | 67            |               | 13 365                   |                      |            | 64         | 29         |
| Fuente: Catholic-Hierarchy, que a su vez toma los datos del Anuario Pontificio. |                      |           |                |            |               |               |                          |                      |            |            |            |

## Episcopologio
- Emilio Zurbano Marquez (15 de diciembre de 1984-4 de mayo de 2002 nombrado obispo coadjutor de Lucena)
- Buenaventura Malayo Famadico (11 de junio de 2003-25 de enero de 2013 nombrado obispo de San Pablo)
  - Sede vacante (2013-2015)
- Victor de la Cruz Ocampo † (12 de junio de 2015-16 de marzo de 2023 falleció)
  - Sede vacante (2023-2024)
- Euginius Longakit Cañete, M. J. desde el 30 de septiembre de 2024